# 日向市お倉ヶ浜総合公園野球場
日向市お倉ヶ浜総合公園野球場（ひゅうがし・おくらがはまそうごうこうえん・やきゅうじょう）は、宮崎県日向市のお倉ヶ浜総合公園内にある野球場。施設は日向市が所有し、日向市指定管理者が運営管理を行っている。
命名権により2025年（令和7年）4月1日から愛称が「メディキットスタジアム」となる（命名権者は、日向市に工場を構える医療機器メーカー・東郷メディキット）。

## 概要・歴史
日向市南東部、日向灘沿いのお倉ヶ浜近くで、市は1977年から都市公園整備に着手。総面積22.6haの敷地内に野球場、運動広場、庭球場、多目的広場、遊戯広場等、スポーツ施設を含む公共施設が順次整備され、1988年に全面完成した。海側の南北約4kmの間に広がる松林12.4haは塩害を防ぐため自然公園として取り込まれ、遊歩道などが設置されている。
この間、市はプロ野球のキャンプ誘致を進めた結果、1983年からプロ野球・近鉄バファローズが春季キャンプを実施するようになった。ただ近鉄はその後1986年から2000年までの間は春季キャンプを2次制とし、一次キャンプをサイパン島で、後半の二次キャンプをこの日向で行っていた（但し1991年は湾岸戦争の影響で全日程を日向で実施）。更にその後2001年から2004年までは全日程を日向で実施した。
近鉄はその2004年を以ってオリックス・ブルーウェーブと経営統合しオリックス・バファローズとなり、春季キャンプは元々オリックスがキャンプ地としていた沖縄県宮古島市で行われる事になった。それに代わる形で翌2005年、同年シーズンから新規加盟した東北楽天ゴールデンイーグルスが春季第二次キャンプを日向で実施した。しかしその楽天も、翌2006年以降の春季キャンプは沖縄県久米島町で全日程を実施することになり、僅か1年で撤退となった。市内にはこのお倉ヶ浜の他、近鉄・楽天とも主に二軍が使用していた大王谷の2つの硬式野球場があるが、いずれも施設の老朽化・狭隘化が著しい上に観覧設備も不備な事などから、プロ側は長年に亘って施設面の改善を要望し続けていた。市は2002年にお倉ヶ浜公園内に全面人工芝張りの室内練習場「サンドーム日向」を完成させるなど施設拡充を行ったものの、先の2球場については抜本的な改善策が執られぬままで、結果としてこれが日本のプロ野球チームのキャンプが2006年から2014年まで実施されなかった遠因となった。その後2015年～2016年、2023年からは楽天の二軍が二次キャンプを行っている。
この他アマチュア野球では2005年3月以降、萩本欽一が監督兼オーナーを務める社会人野球チームのクラブチーム茨城ゴールデンゴールズが春季キャンプなどを行ってきたが、2008年以降は主に同じ日向市内の大王谷野球場を使用している。また東国原英夫宮崎県知事率いる「チームそのまんま宮崎」と、ゴールデンゴールズの対戦が2008年2月9日に実施された。
また韓国プロ野球・起亜タイガースが2006年の秋季キャンプから利用するようになり、2007年から2011年まで5年連続春季キャンプを実施した。毎年ではないが秋季キャンプでも利用することがあった。2012年の春季キャンプ以降利用していなかったが、2014年の秋季キャンプでまた利用した。他の韓国プロ野球のチームでは、KTウィズが2015年1月から2月までの春季キャンプで利用した。KTは2017年、2018年の秋季キャンプでも利用した。
2025年2月2日、改修整備が完了し、竣工式が行われた。

## 施設概要
2025年の改修工事の完成により規模が拡張された。
- 両翼：100m[4]、中堅：122m[4]
- 内野：クレー舗装、外野：天然芝
- スタンド席1,015席[4]、車いす席14席[4]

## 総合公園その他の施設
- 運動広場
- 多目的広場
- サンドーム日向（全天候型運動施設）